# Монастеро-ди-Васко
Монастеро-ди-Васко (итал. Monastero di Vasco) — коммуна в Италии, располагается в регионе Пьемонт, в провинции Кунео.
Население составляет 1249 человек (2008 г.), плотность населения составляет 73 чел./км². Занимает площадь 17 км². Почтовый индекс — 12080. Телефонный код — 0174.
Покровителями коммуны почитаются святые апостолы Пётр и Павел, празднование 8 сентября.

## Демография
Динамика населения:

## Администрация коммуны
- Официальный сайт: http://www.comune.monasterodivasco.cn.it/